# Dietrich Borggreve Zwieback- & Keksfabrik
Die Dietrich Borggreve Zwieback & Keksfabrik KG ist ein deutsches Familienunternehmen der Backwarenbranche mit Sitz im niedersächsischen Neuenhaus. Das Unternehmen wurde 1928 als Bäckerei und Lebensmittelgeschäft gegründet und produziert heute im industriellen Maßstab Gebäck und Kekse für große Lebensmitteldiscounter. 

## Geschichte
Die Dietrich Borggreve Zwieback- & Keksfabrik wurde 1928 als Bäckerei und Lebensmittelgeschäft gegründet. Im Laufe der Jahre avancierte das Unternehmen zu einer industriellen Großbäckerei. Dank der Ausweitung des Verkaufs von Zwieback und Spekulatius auf ganz Westdeutschland sowie der Kooperation mit dem Discounter Aldi gelangte Borggreve in den 1950er- und 1960er-Jahren zu größerer Bekanntheit. Das heutige Betriebsgebäude im niedersächsischen Neuenhaus wurde Mitte der 1980er-Jahre eröffnet.

## Produktsortiment
Borggreve unterteilt sein Produktsortiment in vier Kategorien:
- Jahresgebäck (v. a. Spritzgebäck und Haferflockengebäck)
- Saisongebäck (Weihnachts- und Ostergebäck, insbesondere Spekulatius)
- Veganes Gebäck (Spritzgebäck, Spekulatius und Kaffeekränze)
- Bio-Gebäck (verschiedene Kekssorten)